# Léon, Landes
Léon là một xã trong tỉnh Landes, thuộc vùng hành chính Aquitanien của nước Pháp, có dân số là 1453 người (thời điểm 1999). León là một địa điểm du lịch nằm cạnh Đại Tây Dương